# Municipio de East Oak Bluff-Blue Cane
El municipio de East Oak Bluff-Blue Cane (en inglés: East Oak Bluff-Blue Cane Township) es un municipio ubicado en el condado de Clay en el estado estadounidense de Arkansas. En el año 2010 tenía una población de 1527 habitantes y una densidad poblacional de 10,46 personas por km².

## Geografía
El municipio de East Oak Bluff-Blue Cane se encuentra ubicado en las coordenadas 36°14′55″N 90°13′56″O / 36.24861, -90.23222. Según la Oficina del Censo de los Estados Unidos, el municipio tiene una superficie total de 145.97 km², de la cual 145,9 km² corresponden a tierra firme y (0,05 %) 0,07 km² es agua.

## Demografía
Según el censo de 2010, había 1527 personas residiendo en el municipio de East Oak Bluff-Blue Cane. La densidad de población era de 10,46 hab./km². De los 1527 habitantes, el municipio de East Oak Bluff-Blue Cane estaba compuesto por el 96,92 % blancos, el 0,59 % eran afroamericanos, el 0,26 % eran amerindios, el 0,07 % eran asiáticos, el 0,52 % eran de otras razas y el 1,64 % eran de una mezcla de razas. Del total de la población el 1,77 % eran hispanos o latinos de cualquier raza.